# Parasphaerichthys lineatus
Parasphaerichthys lineatus — тропічний прісноводний вид риб з родини осфронемових (Osphronemidae), підродина луціоцефалових (Luciocephalinae).
Походить з південної М'янми. Був виявлений у північній частині дельти річки Іраваді, але детальний ареал виду лишається невідомим.
Це найменший представник осфронемових, максимальна стандартна (без хвостового плавця) довжина цих крихітних рибок становить лише 19 мм.
Спинний плавець має 2-4 твердих і 4-6 м'яких променів, анальний, відповідно, 8-10 та 11-14. Задня частина першого твердого променя черевних плавців подовжена у вигляді нитки і виходить за межі полотна плавця. Хребців 25-26.
Серединою тіла проходить чорна поздовжня смуга. У нерестовий період самці набувають характерного двобарвного забарвлення, що складається з апельсинового і чорного кольорів.
В акваріумах Parasphaerichthys lineatus зустрічається дуже рідко, але вже неодноразово нерестився в неволі. Пара відкладає ікру на дні, після цього самець збирає ротом запліднені ікринки і переносить їх у гніздо з бульбашок. Гніздо невеличке, його розташування може бути різним. Зафіксовані випадки, коли воно було прикріплене до каменя, що лежав на дні. Іншим разом гніздо плавало на поверхні води. Пара захищає територію навколо гнізда. Інкубаційний період становить приблизно 3-5 діб, мальки починають вільно плавати через 7-10 діб після нересту. Батьківська опіка на цьому етапі припиняється. Новонароджені малята вимагають мікроскопічних кормів.

## Відео
- Burmese Mini Gourami by hobbit6003
- Parasphaerichthys lineatus by pony963